# Élise Preney
Élise Preney, née le 20 septembre 1988 à Saint Germain en Laye est une joueuse française de hockey sur gazon, évoluant au poste d'attaquante ou de milieu de terrain.

## Biographie
Élise Preney est actuellement[Quand ?] licenciée au FC Lyon Hockey Club.
Elle a commencé son sport de prédilection à l'âge de 4 ans, puis fut admise à l'INSEP et au pôle France de Wattignies.
Elle exerce aujourd'hui la profession de kinésithérapeute.

## Palmarès

### Équipe de France
- 2004 : Première sélection en Équipe de France A, à seulement 15 ans
- 71 sélections nationales sur gazon (en cours...)
- 16 sélections nationales en salle (en cours...)
- Championne d'Europe en salle groupe B avec l'Équipe de France : 2012 (à Slagelse, Danemark)
- 2008 et 2012 : participation aux qualifications Jeux Olympiques de l'Équipe de France
- 2007, 2009 et 2011 : participation à la Coupe d'Europe avec l'Équipe de France
- 2009 : participation à la Coupe du Monde avec les U21 et capitaine
- 2012 : Vainqueur de la Coupe des Alpes avec l'Équipe de France
- 2006 et 2008 : participation à la Coupe d'Europe avec les U21

### Clubs
- Juin 2013 : Championne de France des clubs de Hockey sur Gazon Elite avec IRIS Club Lambersart
- Juin 2012 : Championne de France de Hockey sur Gazon Elite avec le Stade Français et titre de meilleure buteuse avec 32 buts (meilleure buteuse également en salle avec 40 buts, soit un record de 72 buts sur la saison)
- Mai 2012 : Vainqueur de la Coupe d’Europe C des Clubs à Vienne avec le Stade Français et élue meilleure joueuse
- Mai 2010 : Vainqueur de la Coupe d'Europe B des Clubs à Prague avec UCCLE Sport Hockey Club (Belgique)
- Juin 2008 : Championne de France de Hockey sur Gazon Elite avec Saint Germain en Laye
- Mai 2009 : Vainqueur de la Coupe d'Europe C des Clubs à Vienne avec Saint Germain en Laye
- Juin 2006 : Championne de France de Hockey sur Gazon Elite avec Saint Germain en Laye
- 6 participations à une Coupe d’Europe des clubs
- 5 fois championnes de France des clubs en cadettes filles U16
- 3 fois championnes de France des clubs en minimes filles U14

### Clubs Successifs en Gazon
- 2014 : FC Lyon Hockey Club
- 2013 : IRIS Lambersart Hockey Club
- 2010, 2011 et 2012: Stade Français Hockey Club
- 2009 et 2010 : UCCLE Sport Hockey Club (Belgique)
- 1992 à 2009 : Saint Germain Hockey Club

### Clubs Successifs en Salle
- 2012-2013 : IRIS Lambersart Hockey Club
- 2010-2012 : Stade Français Hockey Club
- 2008-2009 : Nantes Hockey Club
- 1998-2008 : Saint Germain Hockey Club